# Аламоса (округ, Колорадо)
Шаблон:StateAbbr_ 37°34′ пн. ш. 105°47′ зх. д. / 37.57° пн. ш. 105.78° зх. д.
Округ Аламоса (англ. Alamosa County) — округ (графство) у штаті Колорадо, США. Ідентифікатор округу 08003.

## Історія
Округ утворений 1913 року.

## Демографія
За даними перепису
2000 року
загальне населення округу становило 14966 осіб, зокрема міського населення було 9238, а сільського — 5728.
Серед мешканців округу чоловіків було 7446, а жінок — 7520. В окрузі було 5467 домогосподарств, 3654 родин, які мешкали в 6088 будинках.
Середній розмір родини становив 3,14.
Віковий розподіл населення поданий у таблиці:
| Стать    | До 15 років | 15-21 | 22-29 | 30-39 | 40-49 | 50-65 | 65-85 | Понад 85 |
| -------- | ----------- | ----- | ----- | ----- | ----- | ----- | ----- | -------- |
| Чоловіки | 1788        | 1109  | 892   | 933   | 1103  | 1021  | 524   | 76       |
| Жінки    | 1584        | 1129  | 888   | 981   | 1093  | 1005  | 711   | 129      |

## Суміжні округи
- Савоч — північ
- Верфано — схід
- Костілья — південний схід
- Конехос — південний захід
- Ріо-Гранде — захід

## Виноски
1. ↑  U.S. Decennial Census. United States Census Bureau. Архів оригіналу за 26 квітня 2015. Процитовано 7 червня 2014.
2. ↑  Historical Census Browser. University of Virginia Library. Архів оригіналу за 11 серпня 2012. Процитовано 7 червня 2014.
3. ↑  Population of Counties by Decennial Census: 1900 to 1990. United States Census Bureau. Архів оригіналу за 31 липня 2014. Процитовано 7 червня 2014.
4. ↑  Census 2000 PHC-T-4. Ranking Tables for Counties: 1990 and 2000 (PDF). United States Census Bureau. Архів оригіналу (PDF) за 18 грудня 2014. Процитовано 7 червня 2014.
5. ↑  State & County QuickFacts. United States Census Bureau. Архів оригіналу за 13 липня 2011. Процитовано 7 червня 2014. [Архівовано 2011-07-13 у Wayback Machine.](англ.) Наведено за англійською вікіпедією.
6. ↑  American FactFinder. Бюро перепису населення США. Архів оригіналу за 26 лютого 2012. Процитовано 31 січня 2008. [Архівовано 2008-05-21 у Wayback Machine.]

| США | Це незавершена стаття з географії США. Ви можете допомогти проєкту, виправивши або дописавши її. |